# 別府八湯ウォーク
別府八湯ウォーク（べっぷはっとうウォーク）は、観光ボランティアガイドが別府八湯の各エリアのまちの魅力を紹介しながら案内する、大分県別府市で行われているまち歩きツアー。

## 概要
戦災に遭う事無く終戦を迎えた温泉都市別府には、永瀬狂三設計の京都大学地球物理学研究所（現・京都大学大学院理学研究科附属地球熱学研究施設）本館や、吉田鉄郎設計の別府市公会堂、別府郵便局電話事務室（現・別府市児童館）、聴潮閣高橋記念館、浜田温泉資料館、冨士屋旅館、糸永家住宅離れ、野口病院管理棟、朝見浄水場、そして竹瓦温泉など、良質な近代建築が今も残っている。また、別府八湯の各エリアには鎌倉時代の一遍上人による開湯伝説から、明治の旧別府港（楠港）開港にともなう発展期、戦前・戦後の昭和の繁栄期など、様々な時代を物語る断片も路地裏などに多く点在している。
これら別府のまちに残る魅力の再発見を目的に、1999年（平成11年7月）に初めて開催されたこのまち歩きツアーは、現在では12コースがほぼ毎日、別府八湯のどこかで開催されている他、オンパク開催中には特別コースが設定される。定番コースでは基本的に予約は不要で、決まった日時に集合して料金を払えば誰でも参加できる。また、各コースをはしごするリピーターのニーズに応える為に「極楽めぐり手帳」が用意されており、各コースのスタンプを集めて別府まち歩きの達人を目指すことができる。
竹瓦温泉周辺の住民主体のまちづくりの中からスタートしたまち歩きツアーは、2001年から毎年開催される別府八湯温泉泊覧会（オンパク）との連携によって別府八湯の各エリアへと拡大、2007年には計868回開かれ、延べ8,678人が参加しており、別府八湯温泉道とともに別府観光の定番として定着した。正当な「対価」を得る代わりに、ガイドのディープな知識の提供は勿論の事、流しの生演奏で盛り上げたり、ツアー途中の休憩のおやつを工夫したり、地域通貨「湯路（ユーロ）」を配布するなど、その運営手法が全国的にも注目され、長崎さるく博の企画のモデルにもなった。このまち歩きツアーを運営する別府八湯ウォーク連絡協議会は、平成20年度「地域づくり国土交通大臣賞」を受賞している。

## コース
2010年8月1日に発行された別府八湯温泉本2010〜2011年度版によると、現在開催中のコースは次の通り。
- 竹瓦かいわい路地裏散歩：竹瓦周辺・毎週月,水,金と、第1,3,5日曜
- 竹瓦かいわい路地裏散歩竹瓦倶楽部版：竹瓦周辺・毎月第2,4日曜
- 竹瓦ゆうぐれ散歩：竹瓦周辺・毎日開催
- 竹瓦・夜の路地裏散歩：竹瓦周辺・第2,4金曜
- 浜脇温泉・セピア色散歩：浜脇周辺・毎週日曜
- 山の手レトロ散策：山の手地区周辺・毎週日曜
- 鉄輪温泉湯けむり散歩：鉄輪地区・毎月第3日曜
- 鉄輪温泉ゆうぐれ散歩：鉄輪地区・毎週土,日曜
- 人情の町亀川湯遊散策：亀川地区・毎月第1日曜
- 堀田湯の里・湯けむり散策：堀田地区・毎月第2日曜
- 朝見郷・ロマン散策：朝見地区・毎月第3日曜
- 別府湾 海の散歩：別府湾周遊・要予約